# Mony Marc
Mony Marc (*1935 körül) belga énekesnő. 
Énekesnői pályáját 1947-ben kezdte. Belgium egyik első képviselője volt az 1956-os Eurovíziós Dalfesztiválon Le plus beau jour de ma vie című dalával, melynek zenéjét Claude Alix szerezte, szövegét pedig David Bee írta. A dalversenyen csak a győztest hirdették ki, így a többi versenydal (köztük a belga versenydalok) eredménye nem ismert.

## Kislemezek
- Le plus beau jour de ma vie (1956)